# La Vineuse
La Vineuse est une ancienne commune française située dans le département de Saône-et-Loire, en région Bourgogne-Franche-Comté.
Le 1er janvier 2017, elle fusionne avec Donzy-le-National, Massy et Vitry-lès-Cluny pour former la commune nouvelle de La Vineuse-sur-Fregande.

## Toponymie
Les noms successifs sont Fenestracum, Vinosa en 903, Villa Vinosa puis Sainte Marie des Vignes et enfin La Vineuse. La culture de la vigne est à l'origine de ce nom.

## Histoire
- La tradition orale a toujours relaté la présence d'un camp romain sur la Mondasse, colline située au sud du bourg. Une villa à l'est du camp est attestée à Villerest[1],[2]. À ce jour, on peut encore voir les vestiges d'une tour au point le plus élevé de la Mondasse : la tour des Regrets, faite de pierres érodées. Ce camp s'appelait Fenestracum (comme d'une fenêtre d'où l'on a une vue étendue).
- Le trésor : 
  - 1939 : 8 760 monnaies gallo-romaines dans une marmite, conservées au « Cabinet des médailles de la Bibliothèque nationale à Paris » ;
  - 1940 : 7 150 monnaies dans une amphore conservée à la mairie de La Vineuse.

## Politique et administration

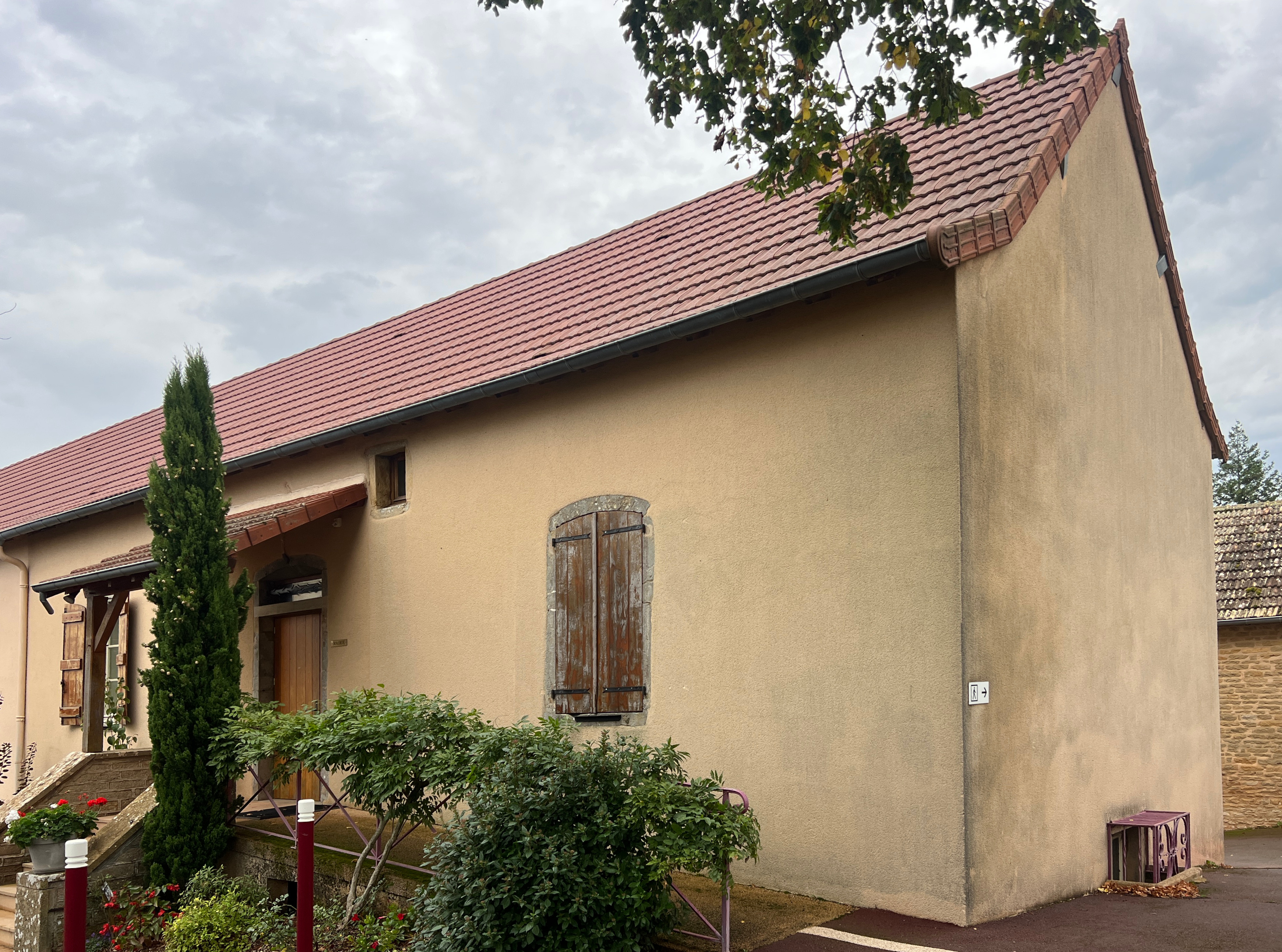
La mairie.

| Période                                  | Période          | Identité           | Étiquette | Qualité          |
| ---------------------------------------- | ---------------- | ------------------ | --------- | ---------------- |
| mars 1983                                | mars 2008        | Jean Gueugnon      |           | Retraité marbier |
| mars 2008                                | mars 2014        | Gérard Blondaut    |           |                  |
| mars 2014                                | 31 décembre 2016 | François Bonnetain |           |                  |
| Les données manquantes sont à compléter. |                  |                    |           |                  |

## Démographie

Les vignobles du Mâconnais.

L'évolution du nombre d'habitants est connue à travers les recensements de la population effectués dans la commune depuis 1793. À partir du 1er janvier 2009, les populations légales des communes sont publiées annuellement dans le cadre d'un recensement qui repose désormais sur une collecte d'information annuelle, concernant successivement tous les territoires communaux au cours d'une période de cinq ans. 
Pour les communes de moins de 10 000 habitants, une enquête de recensement portant sur toute la population est réalisée tous les cinq ans, les populations légales des années intermédiaires étant quant à elles estimées par interpolation ou extrapolation. Pour la commune, le premier recensement exhaustif entrant dans le cadre du nouveau dispositif a été réalisé en 2006,.
En 2014, la commune comptait 287 habitants, en évolution de −2,05 % par rapport à 2009 (Saône-et-Loire : +0,19 %, France hors Mayotte : +2,49 %).
| 1793 | 1800 | 1806 | 1821 | 1831 | 1836 | 1841 | 1846 | 1851 |
| ---- | ---- | ---- | ---- | ---- | ---- | ---- | ---- | ---- |
| 619  | 572  | 731  | 806  | 824  | 775  | 768  | 772  | 807  |

| 1856 | 1861 | 1866 | 1872 | 1876 | 1881 | 1886 | 1891 | 1896 |
| ---- | ---- | ---- | ---- | ---- | ---- | ---- | ---- | ---- |
| 772  | 736  | 779  | 775  | 766  | 734  | 761  | 731  | 734  |

| 1901 | 1906 | 1911 | 1921 | 1926 | 1931 | 1936 | 1946 | 1954 |
| ---- | ---- | ---- | ---- | ---- | ---- | ---- | ---- | ---- |
| 736  | 722  | 644  | 543  | 502  | 475  | 413  | 390  | 338  |

| 1962 | 1968 | 1975 | 1982 | 1990 | 1999 | 2006 | 2011 | 2014 |
| ---- | ---- | ---- | ---- | ---- | ---- | ---- | ---- | ---- |
| 303  | 256  | 234  | 234  | 238  | 258  | 297  | 294  | 287  |

## Culture locale et patrimoine

### Lieux et monuments
- L'église Notre-Dame est citée au XIe siècle. De l'édifice actuel, il reste du XIe siècle le très beau clocher à trois étages, du XVe siècle et la chapelle du seigneur du Murzeau.
- La grange du dîme (face à l'église). Avant la Révolution française de 1789, les habitants de la paroisse devaient apporter le dixième de leurs récoltes à la grange du dîme. Un partage de cette redevance était fait entre les messieurs du chapitre Saint-Vincent de Mâcon et le curé de La Vineuse.

### Personnalités liées à la commune
- Jean Goyard (1881-1946), distillateur, pionnier en Champagne né à La Vineuse.